# Abdelhakim Aklidou
Abdelhakim Aklidou (en arabe : عبد الحكيم اقليدو), né le 2 juillet 1997 à Al Hoceïma (Maroc) est un footballeur marocain évoluant avec le club de l'Ittihad de Tanger. Il joue au poste de défenseur central.

## Biographie
Abdelhakim Aklidou naît à Al Hoceïma au Maroc et intègre tôt le centre de formation du Chabab Rif Al Hoceima.
Lors de la saison 2016/2017, il fait ses débuts professionnels en Botola Pro avec le club de sa ville natale. Ayant réalisé une saison complète lors de la saison 2018/2019, il est pourtant relégué en D2 marocaine. Il dispute sa première saison en D2 marocaine lors de la saison 2019/2020, et se voit de nouveau relégué avec son club en D3 marocaine.
Le 29 octobre 2020, il signe un contrat de quatre ans à l'Ittihad de Tanger.